# Wahlkreis Trier/Schweich
Der Wahlkreis Trier/Schweich (Wahlkreis 24) ist ein Landtagswahlkreis in Rheinland-Pfalz. Er umfasst die Verbandsgemeinden Ruwer, Schweich an der Römischen Weinstraße und Trier-Land vom Landkreis Trier-Saarburg sowie die Stadtteile Biewer, Ehrang, Pfalzel und Ruwer/Eitelsbach der kreisfreien Stadt Trier. Die übrigen Stadtteile bilden den Wahlkreis Trier.

## Wahl 2021
Für die Landtagswahl 2021 traten folgende Kandidaten an:
| Direktkandidaten | Partei           | Wahlkreis- stimmen in % | Landes- stimmen in % |
| ---------------- | ---------------- | ----------------------- | -------------------- |
| Dirk Bootz       | SPD              | 29,7                    | 39,9                 |
| Lars Rieger      | CDU              | 33,6                    | 26,8                 |
| Andreas Heinz    | AfD              | 05,6                    | 05,8                 |
| Claus Piedmont   | FDP              | 04,9                    | 04,4                 |
| Alfred Wirtz     | Grüne            | 12,6                    | 08,1                 |
| Daniel Aggintus  | Die Linke        | 02,9                    | 02,3                 |
| Christian Schenk | Freie Wähler     | 10,6                    | 07,9                 |
| –                | Piraten          | –                       | 00,5                 |
| –                | ÖDP              | –                       | 00,6                 |
| –                | Klimaliste       | –                       | 00,4                 |
| –                | Die PARTEI       | –                       | 01,0                 |
| –                | Tierschutzpartei | –                       | 01,5                 |
| –                | Volt             | –                       | 00,8                 |

## Wahl 2016
Die Ergebnisse der Wahl zum 17. Landtag Rheinland-Pfalz vom 13. März 2016:
| Direktkandidaten                  | Partei    | Wahlkreisstimmen | Landesstimmen |
| --------------------------------- | --------- | ---------------- | ------------- |
| Ingeborg Sahler-Fesel             | SPD       | 34,9 %           | 40,1 %        |
| Arnold Schmitt                    | CDU       | 38,6 %           | 33,4 %        |
| Sven Dücker                       | GRÜNE     | 6,4 %            | 4,5 %         |
| Bernhard Busch                    | FDP       | 6,2 %            | 5,3 %         |
| Matthias Koster                   | DIE LINKE | 3,2 %            | 2,7 %         |
| Alexander Dietel                  | REP       | 0,4 %            | 0,3 %         |
| Peter Müller                      | ALFA      | 1,5 %            | 0,9 %         |
| Thomas Held                       | AfD       | 8,9 %            | 9,4 %         |
| –                                 | Sonstige  | –                | 4,3 %         |
| Wahlberechtigte: 66.099 Einwohner |           |                  |               |
| Wahlbeteiligung: 72,9 %           |           |                  |               |

## Wahl 2011
Die Ergebnisse der Wahl zum 16. Landtag Rheinland-Pfalz vom 27. März 2011:
| Direktkandidaten                  | Partei       | Wahlkreisstimmen | Landesstimmen |
| --------------------------------- | ------------ | ---------------- | ------------- |
| Ingeborg Sahler-Fesel             | SPD          | 32,8 %           | 33,8 %        |
| Arnold Schmitt                    | CDU          | 41,8 %           | 36,5 %        |
| Claus Piedmont                    | FDP          | 4,1 %            | 3,7 %         |
| Marianne Rummel                   | GRÜNE        | 17,3 %           | 16,4 %        |
| Vanessa Burkhardt                 | DIE LINKE    | 3,9 %            | 3,0 %         |
| –                                 | Freie Wähler | –                | 3,5 %         |
| –                                 | Sonstige     | –                | 3,1 %         |
| Wahlberechtigte: 65.166 Einwohner |              |                  |               |
| Wahlbeteiligung: 63,1 %           |              |                  |               |

- Direkt gewählt wurde Arnold Schmitt (CDU).[4]
- Ingeborg Sahler-Fesel (SPD) wurde über die Landesliste (Listenplatz 36) in den Landtag gewählt.[6]

## Wahl 2006
Die Ergebnisse der Wahl zum 15. Landtag Rheinland-Pfalz vom 26. März 2006:
| Direktkandidaten                  | Partei   | Wahlkreisstimmen | Landesstimmen |
| --------------------------------- | -------- | ---------------- | ------------- |
| Manfred Nink                      | SPD      | 41,2 %           | 47,5 %        |
| Arnold Schmitt                    | CDU      | 43,3 %           | 34,3 %        |
| Claus Piedmont                    | FDP      | 6,6 %            | 6,6 %         |
| Michael Rahe                      | GRÜNE    | 6,5 %            | 4,6 %         |
| Jörg Schmuck                      | REP      | 2,5 %            | 1,3 %         |
| –                                 | WASG     | –                | 2,1 %         |
| –                                 | Sonstige | –                | 3,6 %         |
| Wahlberechtigte: 64.049 Einwohner |          |                  |               |
| Wahlbeteiligung: 58,1 %           |          |                  |               |

- Direkt gewählt wurde Arnold Schmitt (CDU).[7]

## Wahlkreissieger
| Wahl | Name               | Partei | Stimmenanteil |
| ---- | ------------------ | ------ | ------------- |
| 1991 | Josef Peter Mertes | SPD    | 48,0 %        |
| 1996 | Josef Peter Mertes | SPD    | 43,8 %        |
| 2001 | Josef Peter Mertes | SPD    | 46,3 %        |
| 2006 | Arnold Schmitt     | CDU    | 43,3 %        |
| 2011 | Arnold Schmitt     | CDU    | 41,8 %        |
| 2016 | Arnold Schmitt     | CDU    | 38,6 %        |
| 2021 | Lars Rieger        | CDU    | 33,6 %        |